# Riflessi delle nubi sullo stagno delle ninfee
Riflessi delle nubi sullo stagno delle ninfee è un dipinto a olio su tela (tre pannelli, in tutto 200x1276 cm) realizzato nel 1918 dal pittore francese Claude Monet. È  conservato nel Museum of Modern Art di New York.
Negli ultimi anni della propria vita, Monet si dedica esclusivamente alla realizzazione di quadri che raffigurano le ninfee del suo giardino a Giverny.